# 김신국
김신국(金藎國, 1572년 ~ 1657년)은 조선의 문신이다. 자는 경진, 호는 후추, 본관은 청풍이다.

## 생애
선조 때 생원이 되었다가 임진왜란 때 자기 아우가 적병에게 죽었다는 소문을 듣고 영남에서 의병을 모집하여 왜군과 싸웠다. 이듬해 문과에 합격하여 검열을 지낸 뒤, 권율의 종사관이 되었고 어사로 관서지방을 순시하기도 하였다. 당시 북인이 소북과 대북으로 갈라지자, 소북의 우두머리로 대북을 공격하다가 벼슬을 빼앗겼다. 그 후 다시 벼슬에 올라 호조판서 등을 지냈으며 정묘호란 때에는 금의 사신과 화의 조약에 대해 결정을 보았다. 병자호란 때 왕을 모시고 남한산성에 들어가 끝까지 싸울 것을 주장하였으나 용납되지 않았다. 1637년, 소현 세자가 인질로 선양으로 갈 때 모시고 갔다.

## 가족 관계[1]
- 조부 : 김사원(金士元)
  - 부친 : 김급(金汲)
- 외조부 : 풍천 임씨 임보신(任輔臣, ? ~ 1558)
- 외조모 : 전주 이씨 이필환(李畢環, 1515 ~ ?)[2]
  - 모친 : 임계진(任季眞, 1544 ~ ?)
    - 큰누나 : 김선희(金善姬, 1568 ~ ?)
    - 작은누나 : 김여종(金女終, 1569 ~ ?)
    - 남동생 : 김영국(金英國, 1574 ~ ?)
    - 남동생 : 김시국(金蓍國, 1577 ~ 1655)
    - 전처 : 권식(權寔)의 딸 안동 권씨
    - 후처 : 윤경립(尹敬立)의 딸 파평 윤씨
      - 장녀 : 김혜영(金惠英, 1600 ~ ?)
      - 장녀 사위 : 파평 윤씨 윤집(尹鏶, 1601 ~ 1669)
        - 외손녀 : 윤예임(尹禮任, 1618 ~ ?)
        - 외손녀 : 윤소임(尹小任, 1620 ~ ?)
        - 외손자 : 윤주(尹湊, 1622 ~ ?)
        - 외손녀 : 윤지임(尹至任, 1625 ~ ?)
        - 외손녀 : 윤지단(尹至端, 1627 ~ ?)
        - 외손자 : 윤심(尹深, 1633 ~ 1692)
        - 외손자 : 윤원(尹源, 1638 ~ ?)

      - 차녀 : 김효영(金孝英)
      - 차녀 사위 : 여주 이씨 이숙진(李叔鎭)
        - 외손녀 : 이두임(李斗任, 1620 ~ ?)
        - 외손녀 : 이말순(李末順, 1622 ~ ?)
        - 외손녀 : 이귀임(李貴任, 1626 ~ ?)
        - 외손자 : 이정(李瀞, 1628 ~ ?)
        - 외손자 : 이면(李㴐, 1632 ~ ?)
        - 외손자 : 이명(李洺, 1634 ~ ?)
        - 외손녀 : 이팔희(李八喜, 1639 ~ ?)
        - 외손녀 : 이계희(李季喜, 1639 ~ ?)

      - 3녀 : 청풍 김씨(1605 ~ 1656)
      - 3녀 사위 : 해평 윤씨 윤구(尹坵, 1606 ~ 1637)[3]
        - 양외손자 : 윤세휴(尹世休, 1624 ~ ?)

      - 아들 : 김시번(金始蕃, 1610 ~ 1652)
      - 며느리 : 양선(梁譔)의 딸 남원 양씨
        - 손자 : 김문수(金文遂, 1626 ~ ?)
        - 손자 : 김문도(金文道, 1628 ~ ?)
        - 손자 : 김문원(金文遠, 1633 ~ ?)

      - 4녀 : 김현이(金賢伊, 1615 ~ ?)
      - 4녀 사위 : 평산 신씨 신여정(申汝挺)
        - 외손녀 : 신해임(申亥任, 1635 ~ ?)
        - 외손녀 : 신축임(申丑任, 1637 ~ ?)
        - 외손녀 : 신귀종(申貴終, 1640 ~ ?)
        - 양외손자 : 신완(申琓, 1646 ~ 1707)[4]

## 참고 자료
- 이 문서에는 다음커뮤니케이션(현 카카오)에서 GFDL 또는 CC-SA 라이선스로 배포한 글로벌 세계대백과사전의 내용을 기초로 작성된 글이 포함되어 있습니다.

1. ↑  선원록 참고
2. ↑  익양군의 3녀
3. ↑  정혜옹주와 윤신지의 차남
4. ↑  사위 신여정(申汝挺)의 남동생 신여식(申汝拭)의 친아들